# Championnat de France de rugby à XV de 2e division 1961-1962
 (février 2021).
Si vous disposez d'ouvrages ou d'articles de référence ou si vous connaissez des sites web de qualité traitant du thème abordé ici, merci de compléter l'article en donnant les références utiles à sa vérifiabilité et en les liant à la section « Notes et références ».
Navigation
Championnat de France de 2e division 1960-1961 Championnat de France de 2e division 1962-1963
Le championnat de France de rugby à XV de 2e division 1961-1962 est l'antichambre de la première division. La compétition se déroule du mois de septembre 1961 au mois de mai 1962 en deux phases avec 56 équipes en compétitions.
La première phase, se déroule en 7 poules de 8 équipes avec matchs aller-retour.
Les clubs classés aux quatre premières places de chaque poule sont qualifiés pour les seizièmes et classés de 1 à 32. Les matchs, comme la finale, se jouent sur terrain neutre. Le club qui gagne en finale est déclaré vainqueur de la compétition et accède à la première division ainsi que les équipes qualifiées pour les quarts de finale.

## Phase de qualification
Les clubs classés aux quatre premières places de chaque poule sont qualifiés pour les seizièmes et classés de 1 à 32. Les matchs, comme la finale, se jouent sur terrain neutre. Le club qui gagne en finale est déclaré vainqueur de la compétition et accède à la première division ainsi que les équipes qualifiées pour les quarts de finale.

## Phase finale

### Seizièmes de finale
|  | CASG | 13 - 3 | Peyrehorade sports | Poitiers |
|  |      |        |                    | Poitiers |
|  |      |        |                    | Poitiers |

|  | Stade langonnais | 6 - 3 | CS Bourgoin-Jallieu | Ussel |
|  |                  |       |                     | Ussel |
|  |                  |       |                     | Ussel |

|  | Stade montluçonnais | 11 - 9 | US Oyonnax | Le Creusot |
|  |                     |        |            | Le Creusot |
|  |                     |        |            | Le Creusot |

|  | CAO Espéraza | 3 - 0 | ASPTT Paris | Limoges |
|  |              |       |             | Limoges |
|  |              |       |             | Limoges |

|  | Valence sportif | 11 - 0 | Stade bagnérais | Esperaza |
|  |                 |        |                 | Esperaza |
|  |                 |        |                 | Esperaza |

|  | US Bourg | 5 - 3(a.p.) | stade niortais | Montluçon |
|  |          |             |                | Montluçon |
|  |          |             |                | Montluçon |

|  | Avenir Moissac | 8 - 6 | Stade poitevin | Gujan-Mestras |
|  |                |       |                | Gujan-Mestras |
|  |                |       |                | Gujan-Mestras |

|  | RC Trignac | 3 - 0 | UA Mimizan | Niort |
|  |            |       |            | Niort |
|  |            |       |            | Niort |

|  | SA Condom | 9 - 5 | Stade lavelanétien | Saint-Gaudens |
|  |           |       |                    | Saint-Gaudens |
|  |           |       |                    | Saint-Gaudens |

|  | US La Teste | 24 - 0 | US Ussel | Périgueux |
|  |             |        |          | Périgueux |
|  |             |        |          | Périgueux |

|  | US Quillan | 9 - 6 (a.p.) | UA Gujan-Mestras | Auch |
|  |            |              |                  | Auch |
|  |            |              |                  | Auch |

|  | Stade nantais | 6 - 0 | SC Decazeville | Libourne |
|  |               |       |                | Libourne |
|  |               |       |                | Libourne |

|  | Stade beaumontois | 3 - 0 | US montilienne | Sigean |
|  |                   |       |                | Sigean |
|  |                   |       |                | Sigean |

|  | AS Bortoise | 3 - 3 (a.p.) | SO Voiron | Moulins |
|  |             |              |           | Moulins |
|  |             |              |           | Moulins |

|  | GS Figeac | 8 - 3 | FC Oloron | Moissac |
|  |           |       |           | Moissac |
|  |           |       |           | Moissac |

|  | RC Chateaurenard | 13 - 6 | RC Guéret | Bourg-en-Bresse |
|  |                  |        |           | Bourg-en-Bresse |
|  |                  |        |           | Bourg-en-Bresse |

### Huitièmes de finale
|  | US Bourg | 8 - 3 (a.p.) | AS Bortoise | Le Puy-en-Velay |
|  |          |              |             | Le Puy-en-Velay |
|  |          |              |             | Le Puy-en-Velay |

|  | RC Chateaurenard | 6 - 3 | US Quillan | Narbonne |
|  |                  |       |            | Narbonne |
|  |                  |       |            | Narbonne |

|  | Stade beaumontois | 9 - 6 | Stade nantais | Angouleme |
|  |                   |       |               | Angouleme |
|  |                   |       |               | Angouleme |

|  | US La Teste | 11 - 0 | CASG | Niort |
|  |             |        |      | Niort |
|  |             |        |      | Niort |

|  | SA Condom | 12 - 6 | Stade langonnais | Saint-Sever |
|  |           |        |                  | Saint-Sever |
|  |           |        |                  | Saint-Sever |

|  | Valence Sportif | 8 - 0 | RC Trignac | Montluçon |
|  |                 |       |            | Montluçon |
|  |                 |       |            | Montluçon |

|  | CAO Esperaza | 5 - 0 | Stade montluçonnais | Decazeville |
|  |              |       |                     | Decazeville |
|  |              |       |                     | Decazeville |

|  | GS Figeac | 14 - 3 | Avenir Moissac | Graulhet |
|  |           |        |                | Graulhet |
|  |           |        |                | Graulhet |

### Quarts de finale
|  | GS Figeac | 14 - 6 | US Bourg | Montluçon |
|  |           |        |          | Montluçon |
|  |           |        |          | Montluçon |

|  | CAO Esperaza | 8 - 6 | SA Condom | Castres |
|  |              |       |           | Castres |
|  |              |       |           | Castres |

|  | Valence Sportif | 8 - 3 | RC Chateaurenard | Montélimar |
|  |                 |       |                  | Montélimar |
|  |                 |       |                  | Montélimar |

|  | Stade beaumontois | 19 - 3 | US La Teste | Marmande |
|  |                   |        |             | Marmande |
|  |                   |        |             | Marmande |

### Demi-finales
Les 4 demi-finalistes de ce championnat participent au championnat de France de première division la saison suivante.
|  | GS Figeac | 25 - 14 | Stade beaumontois | Cahors |
|  |           |         |                   | Cahors |
|  |           |         |                   | Cahors |

|  | Valence Sportif | 12 - 3 | CAO Esperaza | Chateaurenard |
|  |                 |        |              | Chateaurenard |
|  |                 |        |              | Chateaurenard |

### Finale
|  | GS Figeac | 13 - 3 | Valence Sportif | Narbonne |
|  |           |        |                 | Narbonne |
|  |           |        |                 | Narbonne |